# Hybovalgus fulvosquamosus
Hybovalgus fulvosquamosus är en skalbaggsart som beskrevs av Moser 1904. Hybovalgus fulvosquamosus ingår i släktet Hybovalgus och familjen Cetoniidae. Inga underarter finns listade i Catalogue of Life.